# Everardus Johannes de Jong

Wappen von Everardus Johannes de Jong

Everardus Johannes de Jong (* 4. Juli 1958 in Eindhoven) ist ein niederländischer Geistlicher, römisch-katholischer Theologe und Weihbischof in Roermond.

## Leben
Everardus Johannes de Jong, ältestes von sechs Kindern, absolvierte technische Schulausbildungen an der LTS Metall (1970–1973) und MTS Elektronik (1973–1976). Im Jahre 1976 trat er in das Diözesanpriesterseminar in der Abtei Rolduc im Bistum Roermond ein. Nach seiner philosophischen und theologischen Ausbildung empfing er am 28. Mai 1983 durch den Bischof von Roermond, Joannes Gijsen, in der Christoffelkathedraal in Roermond die Priesterweihe. Er wurde Kaplan in der Pfarrei St. Gertrudis in Maasbracht. Ab 1984 folgte ein Philosophiestudium an der Päpstlichen Universität Heiliger Thomas von Aquin in Rom. Im Jahre 1986 wechselte er zu einem Doktoratsstudium an die Katholische Universität von Amerika in Washington, D.C., von der er mit einer philosophischen Dissertation über Galileo Galileis Abhandlungen zur Logik und Jacopo Zabarellas Opera logica (lateinisch „Schriften zur Logik“) zum Ph.D. promoviert wurde.
Nach seiner Rückkehr in die Niederlande unterrichtete De Jong Philosophie am Seminar in Rolduc. Er wurde 1994 Domkaplan an der Servaasbasiliek in Maastricht und ein Jahr später auch Studentenpfarrer in Maastricht sowie Diözesanbeauftragter für die Jugend- und Berufspastoral und Evangelisierung.
Am 11. Dezember 1998 wurde De Jong Generalvikar der Diözese Roermond. Einen Tag später, am 12. Dezember 1998, ernannte ihn Papst Johannes Paul II. zum Weihbischof in Roermond sowie zum Titularbischof von Cariana. Der Bischof von Roermond, Frans Wiertz, weihte ihn am 6. Februar 1999 in der Christoffelkathedraal in Roermond zum Bischof; Mitkonsekratoren waren Adrianus Johannes Kardinal Simonis, Erzbischof von Utrecht, und Alphonsus Castermans, emeritierter Bischof von Roermond. Sein bischöflicher Wahlspruch lautet «Ut vitam abundantius habeant» (lateinisch damit sie das Leben in Fülle haben), ein Zitat aus dem Johannesevangelium (Joh 10,10 ). Am 1. Juni 2020 bestellte ihn Papst Franziskus zudem zum Apostolischen Administrator des Niederländischen Militärordinariats.
In der niederländischen Bischofskonferenz fördert Everardus Johannes de Jong die Bereiche Katechese, Bildung und Jugend. Er ist Mitglied des Päpstlichen Rates für den Interreligiösen Dialog und engagiert sich für die Päpstliche Stiftung Centesimus Annus Pro Pontifice (CAPP).